# 佐竹義堯
佐竹 義堯（さたけ よしたか）は、江戸時代後期の大名。出羽国岩崎藩の第7代藩主、のちに出羽久保田藩12代にして最後の藩主。佐竹壱岐守家7代当主、佐竹氏第30・32代当主。

## 生涯

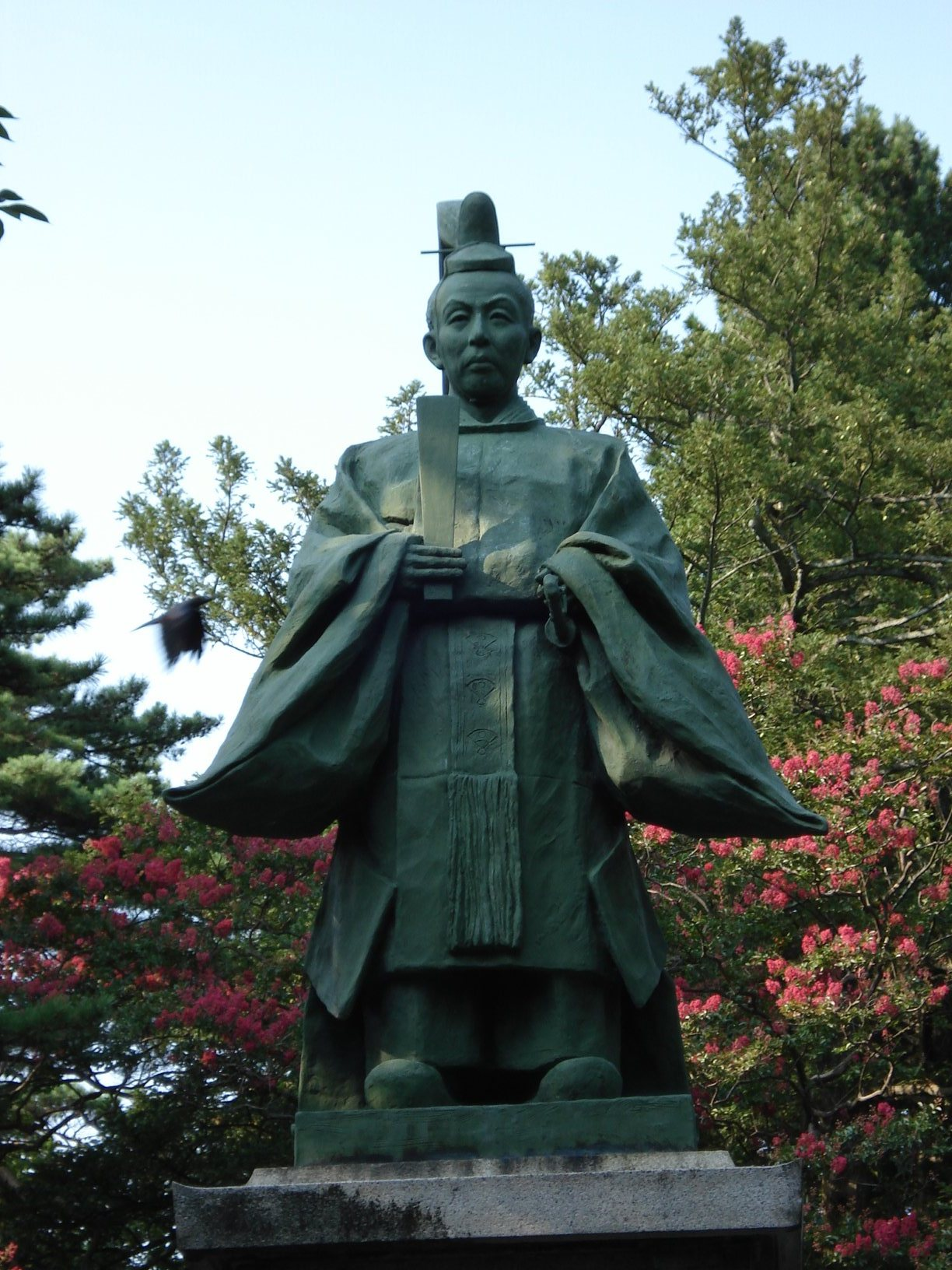
佐竹義堯公銅像（千秋公園）

文政8年（1825年）7月27日、陸奥国相馬中村藩主・相馬益胤の三男として誕生した。なお、佐竹家と相馬家は相互に養子をとるなど親戚関係にあり、義堯は久保田藩3代藩主・佐竹義処の直系子孫にあたる。
天保10年（1839年）に元服し、相馬宗胤（むねたね）と名乗る。嘉永2年（1849年）2月26日、久保田新田藩（後の岩崎藩）主・佐竹義純の養子になり佐竹義核（よしざね）と改名する。4月2日、養父・義純の娘と婚儀を行う。4月26日、12代将軍・徳川家慶に御目見する。10月26日に養父・義純の隠居により、佐竹壱岐守家の家督を相続して久保田新田藩の7代藩主になる。
安政4年（1857年）7月1日、久保田藩主・佐竹義睦が病死したのに伴い、7月20日に義核は末期養子として佐竹宗家の家督を相続して同藩の12代藩主となり、同時に佐竹義就（よしたか）と改名する。久保田新田藩は実弟（益胤の四男）の佐竹義諶が相続した。12月16日、従四位下・侍従・右京大夫に叙任される。文久2年（1862年）に佐竹義堯と改名している。
安政6年（1859年）5月、秋田に入部する。入部間もない7月1日、男鹿半島沖合にロシア汽船が現れ、領民を驚かせた。当時は攘夷論が叫ばれる時期であったが、義堯はロシア船員の薪の求めを許可した。藩内の情勢に目をやると、当時の久保田藩は財政事情が悪化しており、就封早々に人事刷新を始めとする藩治の改革を行う。自ら範を垂れ質素倹約に励み、文武を奨励した。
文久2年（1862年）4月に江戸へ上る。同年9月28日、14代将軍・徳川家茂に従い上洛する許可を得る。文久3年（1863年）1月12日に江戸を出発し、27日に京都に到着する。同年2月9日、孝明天皇に拝謁する。同年3月14日、帰国する許可を得る。同年4月1日に江戸に到着し、9日に秋田に出発する。同年7月25日、上洛を命じられるものの、病気を理由に代理として重臣・戸村義效を派遣する。同年11月15日、将軍の上洛中に伴い、幕府から江戸の警備を命じられる。
元治元年（1864年）2月19日、幕府から京都警備を命じられる。その財源として、2万両の新札発行と3万5,000石の用米調達に取りかかった。同年4月17日、従四位上・左少将に任官する。
慶応元年（1865年）11月8日、幕府から翌年春の京都警備を命じられる。同年12月22日、病気を理由に翌年秋の京都警備へ変更することを許可される。慶応2年（1866年）7月、病気を理由として名代小野岡右衛門を上洛させる。同年8月13日に義堯も秋田を出発し、29日に江戸へ到着するものの、病気のためそのまま江戸に留まる。
慶応3年（1867年）8月11日、左中将に任官される。同年8月25日、前年の凶作に苦しむ領民の救恤のため帰国を願い出たが許可されず、その間に持病が再発する。同年11月に重臣を上洛させて、12月23日に義堯は秋田へ向けて出発する。江戸に逗留中、王政復古の大号令がなされる。慶応4年（1868年）の1月に帰国し、3月に名代として小野岡右衛門を上洛させることに決定する。
慶応4年に戊辰戦争が勃発すると、新政府から4月6日に庄内征討、4月27日に会津征討の命令を受ける。同年閏4月9日、奥羽鎮撫使副総督・澤為量から庄内征討への出発の遅れを責められる。同年5月、澤が薩長藩兵と共に久保田藩領へ撤退してくる。澤らが城下に逗留すると藩内の尊王派を刺激しかねないため、義堯を含む藩高官は澤らを弘前藩に追い払おうとするものの、藩境が封鎖されていたため失敗し、澤らは領内に留まることになる。同年7月、奥羽鎮撫使総督・九条道孝らが久保田藩領に到着する。その受け入れを責める仙台藩の使者への対応に苦慮するうち、勢いづいた尊王派の藩士が使者を殺害したことから、久保田藩は明確に新政府へ与することになる（秋田戦争）。戊辰戦争は明治2年（1869年）に終結し、同年2月13日、戦争による領内疲弊のために新政府から20万両を賜る。
明治2年6月17日、版籍奉還がなされると義堯は久保田藩知事に任命される。明治4年（1871年）の廃藩置県により免職となり、その後東京に転居する。
明治5年（1872年）8月2日に隠居し、甥（弟・義諶の長男）で養嗣子（婿養子）の義脩に家督を譲る。明治14年（1881年）8月16日、義脩を隠居させて、再び家督を相続する。明治17年（1884年）7月7日に侯爵となる。直後の10月23日、病気のために死去。享年60（満59歳没）。
明治41年（1908年）に正二位を追贈される。佐竹侯爵家は次男・義生が継承する。
大正4年（1915年）に戊辰勤王記念銅像建設委員会によって久保田城本丸（千秋公園）に銅像が建立された。その後、太平洋戦争により昭和19年（1944年）に像が解体撤去され台座のみとなっていたため、昭和28年（1953年）に佐竹家から銅像が寄贈された。しかし、像が小さいとの声が寄せられ、平成元年（1989年）に戦前のものと同じ大きさで復元された。

## 逸話
- 3人目の正室である青山忠良（丹波篠山藩主）の娘との結婚は、大名間の結婚としては当時としては珍しい見合いによるものだった。義堯は見合いをして一度でこの娘の美貌に惚れ込み、結婚を承諾したという。ところが輿入れしてきた花嫁は似ても似つかぬ醜女であったことに驚き、忠良に問い合わせてみると、娘が醜いことから縁組の当てがなくて困った忠良が見合いのときに替え玉を立てていたのだという。とはいえ、一度承諾した以上は結婚するしかなく、義堯はやむなく醜女を正室にした。しかしわずか9日後に理由を付けて離婚したという[要出典]。
- 喘息の持病があったが、それを治すために藩医（側医）・藤井正亭治（藤井玄淵の子孫）が蘭学の知識を取り入れて改良した末に完成したのが、現代にも続く龍角散である[4]。

## 栄典
- 1884年（明治17年）7月7日 - 侯爵[5]

## 系譜
- 父：相馬益胤（1796 - 1845）
- 母：池田氏 - 側室
- 養父：佐竹義純（1802 - 1856）
- 養父：佐竹義睦（1839 - 1857）
- 正室：多喜 - 佐竹義純の長女
- 継室：増銘子（昌珠院、真誠院）（? - 1859） - 藤堂高聴の娘
- 継々室：青山忠良の娘
- 側室：三浦氏
  - 長女：雅子（1858 - 1903）- 佐竹義脩正室
- 側室：遠藤氏
  - 次女：鐶子（1860 - ?）- 佐竹義理正室
- 側室：大塚氏
  - 次男：義生（1867 - 1915）
- 生母不明
  - 三男：五十若（?-1875）
- 養子
  - 男子：佐竹義諶（1837 - 1870）- 実弟。出羽国岩崎藩を継承。
  - 男子：佐竹義脩（1854 - 1893）- 佐竹義諶の長男。佐竹家（宗家）を継承。

## 家臣
- 大越忠国（甚右衛門）
- 石塚義致（源一郎）
- 渋江光音（左膳）
- 渋江厚光（内膳）
- 戸村義效（十太夫）
- 藤井俊怕（監物）
- 藤井正亭治
- 岡本元賢（又太郎）

## 関連作品
わらび座ミュージカル『龍角散Presents・ゴホン！といえば』（2022年、脚本・演出：マキノノゾミ、佐竹義和、義堯役：内田勝之）